# Soneto 7
| «» Soneto 7 |
| --- |
| Lo! in the orient when the gracious light Lifts up his burning head, each under eye Doth homage to his new-appearing sight, Serving with looks his sacred majesty; And having climb'd the steep-up heavenly hill, Resembling strong youth in his middle age, yet mortal looks adore his beauty still, Attending on his golden pilgrimage; But when from highmost pitch, with weary car, Like feeble age, he reeleth from the day, The eyes, 'fore duteous, now converted are From his low tract and look another way: So thou, thyself out-going in thy noon, Unlook'd on diest, unless thou get a son. |
| –William Shakespeare |

Soneto 7 é um dos 154 sonetos de William Shakespeare.

## Interpretação
Cada dia de sol é como um tempo de vida para o homem. Ele é jovem, capaz e admirável nos primeiros estágios de sua vida, assim como o sol é admirado no começo do dia. Mas como o sol e do envelhecimento de um homem fica o melhor dele, ele está enfrentando a fragilidade e a mortalidade, e aqueles, uma vez preocupado com o homem eo sol são desatentos. À noite, o sol está esquecido. Na morte o homem é esquecido, a menos que ele deixa um legado na forma de um filho humano.

## Traduções
Na tradução de Thereza Christina Roque da Motta
Vê, no Oriente quando a graciosa luz

Ergue a cabeça incandescida, todos os olhos

Baixam-se ante a nova visão,

Louvando com os olhares a sua sagrada majestade;

E tendo alçado o íngreme e celestial monte,

Parecendo forte e jovem na meia-idade,

Embora os mortais ainda adorem a sua beleza,

A seguir a dourada peregrinação;

Porém, quando do alto, taciturno,

Velho e enfraquecido, ele do dia se retira,

Os olhos, antes fiéis, agora se desviam

De seu poente, e miram em outra direção;

Então, tu, que também abandonas o teu auge,

Morres inassistido, a menos que deixes um filho.
Na tradução de Milton Lins
Lá no oriente, quando a luz se avista,

Alça a cabeça em fogo ao seu mirar,

Homenageia a sua nova vista,

Servindo a majestade em seu olhar.

E tendo já subido ao alto monte,

Com um ar juvenil em pleno tino,

Olhos mortais encaram sua fronte,

Assegurando ser um peregrino.

Do grau mais alto, carrocim cansado,

Débil na idade, ele aproveita o dia,

Um ar antes zeloso, aqui mudado,

Do seu baixo trajeto olha outra via:

Tal morte não terás com o teu brilho,

Nem dela escaparás se não tens filho.